# Список наград и номинаций Крейга Дэвида
Крейг Дэвид — британский певец и автор песен.
Ниже представлен список наград и номинаций Дэвида. Он получил 12 наград из 43 номинаций.

## BET Awards
| Год  | Номинирован за | Награда                                  | Итог      |
| ---- | -------------- | ---------------------------------------- | --------- |
| 2002 | Крейг Дэвид    | Лучший новый исполнитель                 | Номинация |
| 2002 | Крейг Дэвид    | Лучший мужской R&B исполнитель           | Номинация |
| 2017 | Крейг Дэвид    | Лучший международный исполнитель: Европа | Номинация |

## BRIT Awards
| Год  | Номинирован за | Награда                                | Итог      |
| ---- | -------------- | -------------------------------------- | --------- |
| 2001 | Крейг Дэвид    | Британский прорыв                      | Номинация |
| 2001 | Крейг Дэвид    | Лучший британский соло исполнитель     | Номинация |
| 2001 | Крейг Дэвид    | Британский танцевальный номер          | Номинация |
| 2001 | «7 Days»       | Песня года                             | Номинация |
| 2001 | «7 Days»       | Лучшее британское видео года           | Номинация |
| 2001 | Born to Do It  | Лучший британский альбом года          | Номинация |
| 2002 | Born to Do It  | Лучший британский альбом года          | Номинация |
| 2002 | Крейг Дэвид    | Британский танцевальный номер          | Номинация |
| 2002 | Крейг Дэвид    | Британский мужской соло исполнитель    | Номинация |
| 2003 | Крейг Дэвид    | Британский мужской соло исполнитель    | Номинация |
| 2003 | Крейг Дэвид    | Лучшее британское городское исполнение | Номинация |
| 2006 | Крейг Дэвид    | Лучшее британское городское исполнение | Номинация |
| 2017 | Крейг Дэвид    | Британский мужской соло исполнитель    | Номинация |
| 2019 | Крейг Дэвид    | Британский мужской соло исполнитель    | Номинация |

## GAFFA Awards

### Премия GAFFA в Дании
Премия GAFFA Awards вручается с 1991 года датским журналом в области популярной музыки.
| Год  | Номинирован за | Награда                             | Итог      | Ref.  |
| ---- | -------------- | ----------------------------------- | --------- | ----- |
| 2000 | Сам по себе    | Лучший новый зарубежный исполнитель | Номинация | [ 2 ] |

## Golden Kamera
| Год  | Номинирован за | Награда           | Итог   |
| ---- | -------------- | ----------------- | ------ |
| 2004 | Крейг Дэвид    | Pop International | Победа |

## Грэмми
| Год  | Номинирован за | Награда                                 | Итог      |
| ---- | -------------- | --------------------------------------- | --------- |
| 2002 | «Fill Me In»   | Лучшее мужское вокальное поп-исполнение | Номинация |
| 2003 | «7 Days»       | Лучшее мужское вокальное поп-исполнение | Номинация |

## Премия Айвора Новелло
| Год  | Номинирован за                                              | Награда                   | Итог   |
| ---- | ----------------------------------------------------------- | ------------------------- | ------ |
| 2001 | «7 Days»                                                    | Лучшая современная песня  | Победа |
| 2001 | «Woman Trouble» (совместно с Робби Крейгом и Artful Dodger) | Лучший танцевальный сингл | Победа |
| 2001 | Крейг Дэвид (совместно с Марком Хиллом)                     | Автор песен года          | Победа |

## MOBO Awards
| Год  | Номинирован за                                              | Награда                      | Итог      |
| ---- | ----------------------------------------------------------- | ---------------------------- | --------- |
| 2000 | Крейг Дэвид                                                 | Лучший новичок               | Победа    |
| 2000 | Крейг Дэвид                                                 | Лучшее R&B исполнение        | Победа    |
| 2000 | «Fill Me In»                                                | Лучший британский сингл года | Победа    |
| 2000 | «Woman Trouble» (совместно с Робби Крейгом и Artful Dodger) | Лучший британский сингл года | Номинация |
| 2000 | «7 Days»                                                    | Лучшее видео                 | Номинация |
| 2001 | Крейг Дэвид                                                 | Лучшее британское исполнение | Победа    |
| 2001 | Крейг Дэвид                                                 | Лучшее R&B исполнение        | Номинация |
| 2001 | Born to Do It                                               | Лучший альбом                | Номинация |
| 2016 | Крейг Дэвид                                                 | Лучшее мужское исполнение    | Победа    |
| 2016 | «When the Bassline Drops» (совместно с Big Narstie)         | Лучшая песня                 | Номинация |

## MTV Europe Music Awards
| Год  | Номинирован за | Награда                                      | Итог      |
| ---- | -------------- | -------------------------------------------- | --------- |
| 2000 | Крейг Дэвид    | Лучший исполнитель Великобритании и Ирландии | Номинация |
| 2001 | Крейг Дэвид    | Лучший исполнитель                           | Номинация |
| 2001 | Крейг Дэвид    | Лучший новый исполнитель                     | Номинация |
| 2001 | Крейг Дэвид    | Лучший R&B исполнитель                       | Победа    |
| 2001 | Крейг Дэвид    | Лучший исполнитель Великобритании и Ирландии | Победа    |
| 2003 | Крейг Дэвид    | Лучший исполнитель                           | Номинация |
| 2003 | Крейг Дэвид    | Лучший R&B исполнитель                       | Номинация |

## MTV Video Music Awards
| Год  | Номинирован за | Награда              | Итог      |
| ---- | -------------- | -------------------- | --------- |
| 2001 | «Fill Me In»   | Награда MTV2         | Номинация |
| 2002 | «Walking Away» | Лучшее мужское видео | Номинация |

## Другие награды и премии
- Почётная степень доктора музыки, Университет Саутгемптон Солент, 7 ноября 2008 года.[3][4]